# Vito črevo
Vito črevo ali ileum je končni odsek tankega črevesa. Leži za teščim črevesom in je dolgo od 2 do 4 metre. Od slepega črevesa ga ločuje ileocekalna guba. Okolje v vitem črevesu je nevtralno ali rahlo alkalno (pH je med 7 in 8). 
Glavna vloga vitega črevesa je resorpcija vitamina B12  in soli žolčnih kislin. Površina vitega črevesa je sorazmerno velika, ker stena tvori resice, le-te pa so nadalje razvejane v viluse. Epitelijske celice, ki gradijo viluse, imajo dodatno še številne mikroviluse. Površina vitega črevesa je zatorej močno povečana, kar pospeši absorpcijo snovi. Celice v steni ileuma izločajo dvoje encimov, proteaze in karbohidraze, ki so odgovorne za dokončno razgradnjo beljakovin in ogljikohidratov. Ti encimi se nahajajo v citoplazmi epitelijskih celic. Vilusi so dobro prekrvavljeni s krvnimi lasnicami; v le-te se absorbirajo aminokislinske in glukozne molekule ter se prenesejo v dverno dovodnico (portalno veno) in nadalje v jetra.
V vilusih so prisotni tudi majhni mezgovni vozli, ki absorbirajo maščobne kisline in glicerol, torej razgradne produkte maščob. 
Ostre ločnice med teščim in vitim črevesom ni, obstajajo pa številne razlike med njima. V oporku (mezenteriju) ileuma je več maščob, ileum je tudi bolj blede barve. Le v vitem črevesu nahajamo Peyerjeve plošče (združeni limfatični folikli), ki vsebujejo številne limfocite in druge celice imunskega sistema. 
Pri plodu je vito črevo povezano s popkovnico. 